# Johana z Lusignanu
Johana z Lusignanu (1260 – 13. dubna 1323) byla francouzská šlechtična. Někdy v letech 1310/13, se stala dědičkou svého strýce Guye, jako paní z Couche a Peyrat, ale ne hraběnkou z La Marche, po smrti její sestry Jolandy totiž hrabství propadlo Filipovi IV. Francouzskému, který ho předal svému synovi Karlovi. Dříve, v roce 1308, po smrti bratra Guye se Johana se sestrou Isabelou staly dědičkami, a hrabství Angoulême prodaly králi.
Johana se dvakrát vdala. Poprvé za Bernarda Ezi III., pána z Albret, se kterým měla dvě dcery. S druhým manželem, sirem Petrem de Geneville, měla další tři dcery. Nejstarší z nich, Johana de Geneville byla manželkou Rogera Mortimera, de facto vládce Anglie v letech 1327 - 1330.

## Rodina
Johana byla mladší dcerou Huga XII. z Lusignanu, hraběte z La Marche a Angoulême, pána z Lusignanu a Fougères, a Johany z Fougères.

## Manželství
S prvním manželem Bernardem měla dvě dcery:
- Mathe
- Isabela

Bernard 24. prosince 1280 zemřel, a Johana se 11. října 1283 provdala za Petra de Geneville, se kterým měla tři dcery:
- Johana de Geneville
- Matylda
- Beatrix

## Smrt
Johana zemřela 13. dubna 1323 v 63 letech, a byla pohřbena v opatství Valence.